# 2011年のATPワールドツアー
2011年のATPワールドツアーは2011年のATPワールドツアーの日程と決勝結果である。

## 日程
2011年ATPカレンダー より作成
| グランドスラム                   |
| ATPワールドツアー・ファイナル    |
| ATP ワールドツアーマスターズ1000 |
| ATP ワールドツアー500            |
| ATP ワールドツアー250            |
| チームイベント                   |

| 日時            | 大会名 | 優勝者 | 準優勝者                                                                                         | 試合結果 （スコア）       |
| --------------- | --- | --- | ------------------------------------------------------------------------------------------------ | ------------------------- |
| 1月3日          | ホップマンカップ パース AU$1,000,000 - ハード (室内) - 8チーム (RR) | アメリカ合衆国 | ベルギー                                                                                         | 2–1                       |
| 1月3日          | ブリスベン国際 ブリスベン $422,300 - ハード - 32S/32Q/16D | ロビン・セーデリング                                                                                               | アンディ・ロディック                                                                             | 6–3, 7–5                  |
| 1月3日          | ブリスベン国際 ブリスベン $422,300 - ハード - 32S/32Q/16D | ルーカス・ドロウヒー ポール・ハンリー                                                                              | ロベルト・リンドステット ホリア・テカウ                                                          | 6–4, 途中棄権             |
| 1月3日          | カタール・エクソンモービル・オープン ドーハ $1,024,000 - ハード - 32S/32Q/16D | ロジャー・フェデラー                                                                                               | ニコライ・ダビデンコ                                                                             | 6–3, 6–4                  |
| 1月3日          | カタール・エクソンモービル・オープン ドーハ $1,024,000 - ハード - 32S/32Q/16D | マルク・ロペス ラファエル・ナダル                                                                                  | ダニエレ・ブラッチアリ アンドレアス・セッピ                                                      | 6–3, 7–6(4)               |
| 1月3日          | チェンナイ・オープン チェンナイ $398,250 - ハード - 32S/32Q/16D | スタニスラス・ワウリンカ                                                                                           | グザビエ・マリス                                                                                 | 7–5, 4–6, 6–1             |
| 1月3日          | チェンナイ・オープン チェンナイ $398,250 - ハード - 32S/32Q/16D | マヘシュ・ブパシ リーンダー・パエス                                                                                | ロビン・ハーセ デビッド・マーティン                                                              | 6–2, 6–7(3), [10–7]       |
| 1月10日         | ハイネケン・オープン オークランド $398,250 - ハード - 28S/32Q/16D | ダビド・フェレール                                                                                                 | ダビド・ナルバンディアン                                                                         | 6–3, 6–2                  |
| 1月10日         | ハイネケン・オープン オークランド $398,250 - ハード - 28S/32Q/16D | マルセル・グラノリェルス トミー・ロブレド                                                                          | ヨハン・ブランシュトロム ステファン・フース                                                      | 6–4, 7–6(6)               |
| 1月10日         | メディバンク国際 シドニー $422,300 - ハード - 28S/32Q/16D | ジル・シモン | ビクトル・トロイツキ                                                                             | 7–5, 7–6(4)               |
| 1月10日         | メディバンク国際 シドニー $422,300 - ハード - 28S/32Q/16D | ルーカス・ドロウヒー ポール・ハンリー                                                                              | ボブ・ブライアン マイク・ブライアン                                                              | 6–7(6), 6–3, [10–5]       |
| 1月17日 1月24日 | 全豪オープン メルボルン A$11,414,950 - ハード 128S/128Q/64D/32X シングルス – ダブルス – 混合ダブルス | ノバク・ジョコビッチ                                                                                               | アンディ・マリー                                                                                 | 6–4, 6–2, 6–3             |
| 1月17日 1月24日 | 全豪オープン メルボルン A$11,414,950 - ハード 128S/128Q/64D/32X シングルス – ダブルス – 混合ダブルス | ボブ・ブライアン マイク・ブライアン                                                                                | マヘシュ・ブパシ リーンダー・パエス                                                              | 6–3, 6–4                  |
| 1月17日 1月24日 | 全豪オープン メルボルン A$11,414,950 - ハード 128S/128Q/64D/32X シングルス – ダブルス – 混合ダブルス | カタリナ・スレボトニク ダニエル・ネスター                                                                          | 詹詠然 ポール・ハンリー                                                                          | 6–3, 3–6, [10–7]          |
| 1月31日         | SAテニスオープン ヨハネスブルグ $442,500 - ハード - 32S/32Q/16D | ケビン・アンダーソン                                                                                               | ソムデブ・デブバルマン                                                                           | 4–6, 6–3, 6–2             |
| 1月31日         | SAテニスオープン ヨハネスブルグ $442,500 - ハード - 32S/32Q/16D | ジェームス・セレターニ アディル・シャマスディン                                                                    | スコット・リプスキー ラジーブ・ラム                                                              | 6–3, 3–6, [10–7]          |
| 1月31日         | モビスター・オープン サンティアゴ $398,250 - クレー - 32S/32Q/16D | トミー・ロブレド                                                                                                   | サンティアゴ・ヒラルド                                                                           | 6–2, 2–6, 7–6(5)          |
| 1月31日         | モビスター・オープン サンティアゴ $398,250 - クレー - 32S/32Q/16D | マルセロ・メロ ブルーノ・ソアレス                                                                                  | ルカシュ・クボット オリバー・マラチ                                                              | 6–3, 7–6(3)               |
| 1月31日         | PBZザグレブ・インドア ザグレブ €450,000 - ハード (室内) - 28S/32Q/16D | イワン・ドディグ                                                                                                   | ミヒャエル・ベラー                                                                               | 6–3, 6–4                  |
| 1月31日         | PBZザグレブ・インドア ザグレブ €450,000 - ハード (室内) - 28S/32Q/16D | ディック・ノーマン ホリア・テカウ                                                                                  | マルセル・グラノリェルス マルク・ロペス                                                          | 6–3, 6–4                  |
| 2月7日          | SAPオープン サンノゼ $531,000 - ハード (室内) - 32S/32Q/16D | ミロシュ・ラオニッチ                                                                                               | フェルナンド・ベルダスコ                                                                         | 7–6(6), 7–6(5)            |
| 2月7日          | SAPオープン サンノゼ $531,000 - ハード (室内) - 32S/32Q/16D | スコット・リプスキー ラジーブ・ラム                                                                                | アレハンドロ・ファジャ グザビエ・マリス                                                          | 6–4, 4–6, [10–8]          |
| 2月7日          | ブラジル・オープン コスタ・ド・サイペ $470,200 - クレー - 28S/32Q/16D | ニコラス・アルマグロ                                                                                               | アレクサンドル・ドルゴポロフ                                                                     | 6–3, 7–6(3)               |
| 2月7日          | ブラジル・オープン コスタ・ド・サイペ $470,200 - クレー - 28S/32Q/16D | マルセロ・メロ ブルーノ・ソアレス                                                                                  | パブロ・アンドゥハル ダニエル・ヒメノ＝トラバー                                                  | 7–6(4), 6–3               |
| 2月7日          | ABNアムロ世界テニス・トーナメント ロッテルダム €1,450,000 - ハード (室内) - 32S/32Q/16D | ロビン・セーデリング                                                                                               | ジョー＝ウィルフリード・ツォンガ                                                                 | 6–3, 3–6, 6–3             |
| 2月7日          | ABNアムロ世界テニス・トーナメント ロッテルダム €1,450,000 - ハード (室内) - 32S/32Q/16D | ユルゲン・メルツァー フィリップ・ペッシュナー                                                                      | ミカエル・ロドラ ネナド・ジモニッチ                                                              | 6-4, 3-6, [10-5]          |
| 2月14日         | コパ・クラロ ブエノスアイレス $478,900 - クレー - 32S/32Q/16D | ニコラス・アルマグロ                                                                                               | フアン・イグナシオ・チェラ                                                                       | 6–3, 3–6, 6–4             |
| 2月14日         | コパ・クラロ ブエノスアイレス $478,900 - クレー - 32S/32Q/16D | オリバー・マラチ レオナルド・マイエル                                                                              | フランコ・フェレイロ アンドレ・サ                                                                | 7–6(6), 6–3               |
| 2月14日         | リージョンズ・モーガン・キーガン選手権 メンフィス $1,100,000 - ハード (室内) - 32S/32Q/16D | アンディ・ロディック                                                                                               | ミロシュ・ラオニッチ                                                                             | 7–6(7), 6–7(11), 7–5      |
| 2月14日         | リージョンズ・モーガン・キーガン選手権 メンフィス $1,100,000 - ハード (室内) - 32S/32Q/16D | マックス・ミルヌイ ダニエル・ネスター                                                                              | エリック・ブトラック ジャン＝ジュリアン・ロイヤー                                                | 6–2, 6–7(6), [10–3]       |
| 2月14日         | オープン13 マルセイユ €576,000 - ハード (室内) - 28S/32Q/16D | ロビン・セーデリング                                                                                               | マリン・チリッチ                                                                                 | 6–7(8), 6–3, 6–3          |
| 2月14日         | オープン13 マルセイユ €576,000 - ハード (室内) - 28S/32Q/16D | ロビン・ハーセ ケン・スクプスキ                                                                                    | ジュリアン・ベネトー ジョー＝ウィルフリード・ツォンガ                                            | 6–3, 6–7(4), [13–11]      |
| 2月21日         | ドバイ・デューティ・フリー・テニス選手権 ドバイ $2,233,000 - ハード - 32S/32Q/16D | ノバク・ジョコビッチ                                                                                               | ロジャー・フェデラー                                                                             | 6–3, 6–3                  |
| 2月21日         | ドバイ・デューティ・フリー・テニス選手権 ドバイ $2,233,000 - ハード - 32S/32Q/16D | セルジー・スタホフスキー ミハイル・ユージニー                                                                      | ジェレミー・シャルディー フェリシアーノ・ロペス                                                  | 4–6, 6–3, [10–3]          |
| 2月21日         | アビエルト・メキシコ・テルセル アカプルコ $1,100,000 - クレー - 32S/32Q/16D | ダビド・フェレール                                                                                                 | ニコラス・アルマグロ                                                                             | 7–6(4), 6–7(2), 6–2       |
| 2月21日         | アビエルト・メキシコ・テルセル アカプルコ $1,100,000 - クレー - 32S/32Q/16D | ビクトル・ハネスク ホリア・テカウ                                                                                  | マルセロ・メロ ブルーノ・ソアレス                                                                | 6–1, 6–3                  |
| 2月21日         | デルレイビーチ国際テニス選手権 デルレイビーチ $442,500 - ハード - 32S/32Q/16D | フアン・マルティン・デル・ポトロ                                                                                   | ヤンコ・ティプサレビッチ                                                                         | 6–4, 6–4                  |
| 2月21日         | デルレイビーチ国際テニス選手権 デルレイビーチ $442,500 - ハード - 32S/32Q/16D | スコット・リプスキー ラジーブ・ラム                                                                                | クリストファー・カス アレクサンダー・ペヤ                                                        | 4–6, 6–4, [10–3]          |
| 2月28日         | デビスカップ1回戦 ノヴィ・サド - ハード (室内) ボロース - ハード (室内) オストラヴァ - ハード (室内) ブエノスアイレス - クレー サンティアゴ - クレー シャルルロワ - ハード (室内) ザグレブ - ハード (室内) ウィーン - クレー | 勝利チーム · セルビア · スウェーデン · カザフスタン · アルゼンチン · アメリカ合衆国 · スペイン · ドイツ · フランス | 敗退チーム · インド · ロシア · チェコ · ルーマニア · チリ · ベルギー · クロアチア · オーストリア | 4–1 3–2 4–1 3–2           |
| 3月7日 3月14日  | BNPパリバ・オープン インディアンウェルズ $3,645,000 - ハード - 96S/48Q/32D | ノバク・ジョコビッチ                                                                                               | ラファエル・ナダル                                                                               | 4–6, 6–3, 6–2             |
| 3月7日 3月14日  | BNPパリバ・オープン インディアンウェルズ $3,645,000 - ハード - 96S/48Q/32D | アレクサンドル・ドルゴポロフ グザビエ・マリス                                                                      | ロジャー・フェデラー スタニスラス・ワウリンカ                                                    | 6–4, 6–7(5), [10–7]       |
| 3月21日 3月28日 | ソニー・エリクソン・オープン マイアミ $3,645,000 - ハード - 96S/48Q/32D | ノバク・ジョコビッチ                                                                                               | ラファエル・ナダル                                                                               | 4–6, 6–3, 7–6(4)          |
| 3月21日 3月28日 | ソニー・エリクソン・オープン マイアミ $3,645,000 - ハード - 96S/48Q/32D | マヘシュ・ブパシ リーンダー・パエス                                                                                | マックス・ミルヌイ ダニエル・ネスター                                                            | 6–7(5), 6–2, [10–5]       |
| 4月4日          | ハサン2世グランプリ カサブランカ €450,000 - クレー - 28S/32Q/16D | パブロ・アンドゥハル                                                                                               | ポティート・スタラーチェ                                                                         | 6–1, 6–2                  |
| 4月4日          | ハサン2世グランプリ カサブランカ €450,000 - クレー - 28S/32Q/16D | ロベルト・リンドステット ホリア・テカウ                                                                            | コリン・フレミング イゴール・ゼレネイ                                                            | 6–2, 6–1                  |
| 4月4日          | 全米男子クレーコート選手権 ヒューストン $442,500 - クレー - 28S/32Q/16D | ライアン・スウィーティング                                                                                         | 錦織圭                                                                                           | 6–4, 7–6(3)               |
| 4月4日          | 全米男子クレーコート選手権 ヒューストン $442,500 - クレー - 28S/32Q/16D | ボブ・ブライアン マイク・ブライアン                                                                                | ジョン・イスナー サム・クエリー                                                                  | 6–7(4), 6–2, [10–5]       |
| 4月11日         | モンテカルロ・マスターズ モンテカルロ €2,750,000 - クレー - 56S/28Q/24D | ラファエル・ナダル                                                                                                 | ダビド・フェレール                                                                               | 6–4, 7–5                  |
| 4月11日         | モンテカルロ・マスターズ モンテカルロ €2,750,000 - クレー - 56S/28Q/24D | ボブ・ブライアン マイク・ブライアン                                                                                | フアン・イグナシオ・チェラ ブルーノ・ソアレス                                                    | 6–3, 6–2                  |
| 4月18日         | バルセロナ・オープン・バンコ・サバデル バルセロナ €1,995,000 - クレー - 56S/28Q/24D | ラファエル・ナダル                                                                                                 | ダビド・フェレール                                                                               | 6–2, 6–4                  |
| 4月18日         | バルセロナ・オープン・バンコ・サバデル バルセロナ €1,995,000 - クレー - 56S/28Q/24D | サンティアゴ・ゴンサレス スコット・リプスキー                                                                      | ボブ・ブライアン マイク・ブライアン                                                              | 5–7, 6–2, [12–10]         |
| 4月24日         | BMWオープン ミュンヘン €450,000 - クレー - 32S/32Q/16D | ニコライ・ダビデンコ                                                                                               | フロリアン・マイヤー                                                                             | 6–3, 3–6, 6–1             |
| 4月24日         | BMWオープン ミュンヘン €450,000 - クレー - 32S/32Q/16D | シモーネ・ボレッリ オラシオ・セバジョス                                                                            | アンドレアス・ベック クリストファー・カス                                                        | 7–6(3), 6–4               |
| 4月24日         | セルビア・オープン ベオグラード €416,650 - クレー - 28S/32Q/16D | ノバク・ジョコビッチ                                                                                               | フェリシアーノ・ロペス                                                                           | 7–6(4), 6–2               |
| 4月24日         | セルビア・オープン ベオグラード €416,650 - クレー - 28S/32Q/16D | フランティセク・チェルマク フィリップ・ポラセク                                                                    | オリバー・マラチ アレクサンダー・ペヤ                                                            | 7–5, 6–2                  |
| 4月24日         | エストリル・オープン エストリル €450,000 - クレー - 28S/32Q/16D | フアン・マルティン・デル・ポトロ                                                                                   | フェルナンド・ベルダスコ                                                                         | 6–2, 6–2                  |
| 4月24日         | エストリル・オープン エストリル €450,000 - クレー - 28S/32Q/16D | エリック・ブトラック ジャン＝ジュリアン・ロイヤー                                                                  | マルク・ロペス ダビド・マレーロ                                                                  | 6–3, 6–4                  |
| 5月2日          | ムチュア・マドリレーニャ・マスターズ・マドリード マドリード €3,706,000 - クレー - 56S/28Q/24D | ノバク・ジョコビッチ                                                                                               | ラファエル・ナダル                                                                               | 7–5, 6–4                  |
| 5月2日          | ムチュア・マドリレーニャ・マスターズ・マドリード マドリード €3,706,000 - クレー - 56S/28Q/24D | ボブ・ブライアン マイク・ブライアン                                                                                | ミカエル・ロドラ ネナド・ジモニッチ                                                              | 6–3, 6–3                  |
| 5月9日          | BNLイタリア国際 ローマ €2,750,000 - クレー - 56S/28Q/24D | ノバク・ジョコビッチ                                                                                               | ラファエル・ナダル                                                                               | 6–4, 6–4                  |
| 5月9日          | BNLイタリア国際 ローマ €2,750,000 - クレー - 56S/28Q/24D | ジョン・イスナー サム・クエリー                                                                                    | マーディ・フィッシュ アンディ・ロディック                                                        | 不戦勝                    |
| 5月16日         | ワールドチームカップ デュッセルドルフ €1,100,000 - クレー - 8チーム (RR) | ドイツ | アルゼンチン                                                                                     | 2–1                       |
| 5月16日         | ニース・オープン ニース €450,000 - クレー - 28S/32Q/16D | ニコラス・アルマグロ                                                                                               | ビクトル・ハネスク                                                                               | 6–7(5), 6–3, 6–3          |
| 5月16日         | ニース・オープン ニース €450,000 - クレー - 28S/32Q/16D | エリック・ブトラック ジャン＝ジュリアン・ロイヤー                                                                  | サンティアゴ・ゴンサレス ダビド・マレーロ                                                        | 6–3, 6–4                  |
| 5月23日 5月30日 | 全仏オープン パリ €7,884,000 - クレー 128S/128Q/64D/32X シングルス – ダブルス – 混合ダブルス | ラファエル・ナダル                                                                                                 | ロジャー・フェデラー                                                                             | 7–5, 7–6(3), 5–7, 6–1     |
| 5月23日 5月30日 | 全仏オープン パリ €7,884,000 - クレー 128S/128Q/64D/32X シングルス – ダブルス – 混合ダブルス | マックス・ミルヌイ ダニエル・ネスター                                                                              | フアン・セバスチャン・カバル エドゥアルド・シュワンク                                            | 7–6(3), 3–6, 6–4          |
| 5月23日 5月30日 | 全仏オープン パリ €7,884,000 - クレー 128S/128Q/64D/32X シングルス – ダブルス – 混合ダブルス | ケーシー・デラクア スコット・リプスキー                                                                            | カタリナ・スレボトニク ネナド・ジモニッチ                                                        | 7–6(6), 4–6, [10–7]       |
| 6月6日          | エイゴン選手権 ロンドン €694,250 - 芝 - 56S/32Q/24D | アンディ・マリー                                                                                                   | ジョー＝ウィルフリード・ツォンガ                                                                 | 3–6, 7–6(2), 6–4          |
| 6月6日          | エイゴン選手権 ロンドン €694,250 - 芝 - 56S/32Q/24D | ボブ・ブライアン マイク・ブライアン                                                                                | マヘシュ・ブパシ リーンダー・パエス                                                              | 6–7(2), 7–6(4), [10–6]    |
| 6月6日          | ゲリー・ウェバー・オープン ハレ €750,000 - 芝 - 32S/32Q/16D | フィリップ・コールシュライバー                                                                                     | フィリップ・ペッシュナー                                                                         | 7–6(5), 2–0 途中棄権      |
| 6月6日          | ゲリー・ウェバー・オープン ハレ €750,000 - 芝 - 32S/32Q/16D | ロハン・ボパンナ アイサム＝ウル＝ハク・クレシ                                                                      | ロビン・ハーセ ミロシュ・ラオニッチ                                                              | 7–6(8), 3–6, [11–9]       |
| 6月14日         | ユニセフ・オープン スヘルトーヘンボス $450,000 - 芝 - 32S/32Q/16D | ドミトリー・トゥルスノフ                                                                                           | イワン・ドディグ                                                                                 | 6-3, 6-2                  |
| 6月14日         | ユニセフ・オープン スヘルトーヘンボス $450,000 - 芝 - 32S/32Q/16D | ダニエレ・ブラッチアリ フランティセク・チェルマク                                                                  | ロベルト・リンドステット ホリア・テカウ                                                          | 6–3, 2–6, [10–8]          |
| 6月14日         | エイゴン国際 イーストボーン €462,675 - 芝 - 32S/23Q/16D | アンドレアス・セッピ                                                                                               | ヤンコ・ティプサレビッチ                                                                         | 7–6(5), 3–6, 5–3 途中棄権 |
| 6月14日         | エイゴン国際 イーストボーン €462,675 - 芝 - 32S/23Q/16D | ジョナサン・エルリック アンディ・ラム                                                                              | グリゴール・ディミトロフ アンドレアス・セッピ                                                    | 6–3, 6–3                  |
| 6月20日 6月27日 | ウィンブルドン選手権 ロンドン £6,631,000 - 芝 128S/128Q/64D/16Q/48Xbr/>シングルス – ダブルス – 混合ダブルス | ノバク・ジョコビッチ                                                                                               | ラファエル・ナダル                                                                               | 6–4, 6–1, 1–6, 6–3        |
| 6月20日 6月27日 | ウィンブルドン選手権 ロンドン £6,631,000 - 芝 128S/128Q/64D/16Q/48Xbr/>シングルス – ダブルス – 混合ダブルス | ボブ・ブライアン マイク・ブライアン                                                                                | ロベルト・リンドステット ホリア・テカウ                                                          | 6–3, 6–4, 7–6(2)          |
| 6月20日 6月27日 | ウィンブルドン選手権 ロンドン £6,631,000 - 芝 128S/128Q/64D/16Q/48Xbr/>シングルス – ダブルス – 混合ダブルス | イベタ・ベネソバ ユルゲン・メルツァー                                                                              | エレーナ・ベスニナ マヘシュ・ブパシ                                                              | 6–3, 6–2                  |
| 7月5日          | キャンベルテニス殿堂選手権 ニューポート $442,500 - 芝 - 32S/32Q/16D | ジョン・イスナー                                                                                                   | オリビエ・ロクス                                                                                 | 6–3, 7–6(6)               |
| 7月5日          | キャンベルテニス殿堂選手権 ニューポート $442,500 - 芝 - 32S/32Q/16D | マシュー・エブデン ライアン・ハリソン                                                                              | ヨハン・ブランシュトロム アディル・シャマスディン                                                | 4–6, 6–3, [10–5]          |
| 7月5日          | デビスカップ準々決勝 ハルムスタッド - ハード (室内) ブエノスアイレス - クレー オースティン - ハード (室内) シュトゥットガルト - クレー                                                                                       | 勝利チーム · セルビア · アルゼンチン · スペイン · フランス                                                         | 敗退チーム · スウェーデン · カザフスタン · アメリカ合衆国 · ドイツ                               | 4–1 5–0 3–1 4–1           |
| 7月11日         | スウェーデン・オープン ボースタード €450,000 - クレー - 28S/32Q/16D | ロビン・セーデリング                                                                                               | ダビド・フェレール                                                                               | 6–2, 6–2                  |
| 7月11日         | スウェーデン・オープン ボースタード €450,000 - クレー - 28S/32Q/16D | ロベルト・リンドステット ホリア・テカウ                                                                            | シーモン・アスペリン アンドレアス・シルジェストロム                                              | 6–3, 6–3                  |
| 7月11日         | メルセデス・カップ シュトゥットガルト €450,000 - クレー - 28S/32Q/16D | フアン・カルロス・フェレーロ                                                                                       | パブロ・アンドゥハール                                                                           | 6–4, 6–0                  |
| 7月11日         | メルセデス・カップ シュトゥットガルト €450,000 - クレー - 28S/32Q/16D | ユルゲン・メルツァー フィリップ・ペッシュナー                                                                      | マルセル・グラノリェルス マルク・ロペス                                                          | 6–3, 6–4                  |
| 7月19日         | アトランタ・テニス選手権 アトランタ $531,000 - ハード - 32S/32Q/16D | マーディ・フィッシュ                                                                                               | ジョン・イスナー                                                                                 | 3–6, 7–6(6), 6–2          |
| 7月19日         | アトランタ・テニス選手権 アトランタ $531,000 - ハード - 32S/32Q/16D | アレックス・ボゴモロフ・ジュニア マシュー・エブデン                                                                | マティアス・バッキンガー フランク・モーサー                                                      | 3–6, 7–5, [10–8]          |
| 7月19日         | ドイツ国際オープン ハンブルク €1,115,000 - クレー - 48S/24Q/16D | ジル・シモン | ニコラス・アルマグロ                                                                             | 6–4, 4–6, 6–4             |
| 7月19日         | ドイツ国際オープン ハンブルク €1,115,000 - クレー - 48S/24Q/16D | オリバー・マラチ アレクサンダー・ペヤ                                                                              | フランティセク・チェルマク フィリップ・ポラセク                                                  | 6–4, 6–1                  |
| 7月25日         | アリアンツ・スイスオープン・グシュタード グシュタード €450,000 - クレー - 32S/32Q/16D | マルセル・グラノリェルス                                                                                           | フェルナンド・ベルダスコ                                                                         | 6–4, 3–6, 6–3             |
| 7月25日         | アリアンツ・スイスオープン・グシュタード グシュタード €450,000 - クレー - 32S/32Q/16D | フランティセク・チェルマク フィリップ・ポラセク                                                                    | クリストファー・カス アレクサンダー・ペヤ                                                        | 6–3, 7–6(7)               |
| 7月25日         | クロアチア・オープン ウマグ €450,000 - クレー - 32S/32Q/16D | アレクサンドル・ドルゴポロフ                                                                                       | マリン・チリッチ                                                                                 | 6-4, 3-6, 6-3             |
| 7月25日         | クロアチア・オープン ウマグ €450,000 - クレー - 32S/32Q/16D | シモーネ・ボレッリ ファビオ・フォニーニ                                                                            | マリン・チリッチ ロブロ・ゾブコ                                                                  | 6–3, 5–7, [10–7]          |
| 7月25日         | ファーマーズ・クラシック ロサンゼルス $619,500 - ハード - 28S/32Q/16D | エルネスツ・ガルビス                                                                                               | マーディ・フィッシュ                                                                             | 5-7, 6-4, 6-4             |
| 7月25日         | ファーマーズ・クラシック ロサンゼルス $619,500 - ハード - 28S/32Q/16D | マーク・ノールズ グザビエ・マリス                                                                                  | ソムデブ・デブバルマン トレト・ユーイ                                                            | 7–6(3), 7–6(10)           |
| 8月1日          | レッグ・メーソン・テニス・クラシック ワシントンD.C. $1,166,400 - ハード - 48S/24Q/16D | ラデク・ステパネク                                                                                                 | ガエル・モンフィス                                                                               | 6–4, 6–4                  |
| 8月1日          | レッグ・メーソン・テニス・クラシック ワシントンD.C. $1,166,400 - ハード - 48S/24Q/16D | ミカエル・ロドラ ネナド・ジモニッチ                                                                                | ロベルト・リンドステット ホリア・テカウ                                                          | 6–7(3), 7–6(6), [10–7]    |
| 8月1日          | オーストリア・オープン キッツビュール €450,000 - クレー - 28S/32Q/16D | ロビン・ハーセ | アルベルト・モンタニェス                                                                         | 6–4, 4–6, 6–1             |
| 8月1日          | オーストリア・オープン キッツビュール €450,000 - クレー - 28S/32Q/16D | ダニエレ・ブラッチアリ サンティアゴ・ゴンサレス                                                                    | フランコ・フェレイロ アンドレ・サ                                                                | 7–6(1), 4–6, [11–9]       |
| 8月8日          | ロジャーズ・カップ モントリオール $2,430,000 - ハード - 56S/28Q/24D | ノバク・ジョコビッチ                                                                                               | マーディ・フィッシュ                                                                             | 6–2, 3–6, 6–4             |
| 8月8日          | ロジャーズ・カップ モントリオール $2,430,000 - ハード - 56S/28Q/24D | ミカエル・ロドラ ネナド・ジモニッチ                                                                                | ボブ・ブライアン マイク・ブライアン                                                              | 6-4, 6–7(5), [10–5]       |
| 8月15日         | WSファイナンシャル・グループ・マスターズ シンシナティ $2,592,000 - ハード - 56S/28Q/24D | アンディ・マリー                                                                                                   | ノバク・ジョコビッチ                                                                             | 6–4, 3–0 途中棄権         |
| 8月15日         | WSファイナンシャル・グループ・マスターズ シンシナティ $2,592,000 - ハード - 56S/28Q/24D | マヘシュ・ブパシ リーンダー・パエス                                                                                | ミカエル・ロドラ ネナド・ジモニッチ                                                              | 7-6(4), 7–6(2)            |
| 8月22日         | ウィンストン・セーラム・オープン ウィンストン・セーラム $553,125 - ハード - 48S/32Q/16D | ジョン・イスナー                                                                                                   | ジュリアン・ベネトー                                                                             | 4–6, 6–3, 6–4             |
| 8月22日         | ウィンストン・セーラム・オープン ウィンストン・セーラム $553,125 - ハード - 48S/32Q/16D | ジョナサン・エルリック アンディ・ラム                                                                              | クリストファー・カス アレクサンダー・ペヤ                                                        | 7–6(2), 6–4               |
| 8月29日 9月5日  | 全米オープン ニューヨーク $10,768,000 - ハード 128S/128Q/64D/32X シングルス – ダブルス – 混合ダブルス | ノバク・ジョコビッチ                                                                                               | ラファエル・ナダル                                                                               | 6–2, 6–4, 6–7(3), 6–1     |
| 8月29日 9月5日  | 全米オープン ニューヨーク $10,768,000 - ハード 128S/128Q/64D/32X シングルス – ダブルス – 混合ダブルス | ユルゲン・メルツァー フィリップ・ペッシュナー                                                                      | マリウシュ・フィルステンベルク マルチン・マトコフスキ                                            | 6–2, 6–2                  |
| 8月29日 9月5日  | 全米オープン ニューヨーク $10,768,000 - ハード 128S/128Q/64D/32X シングルス – ダブルス – 混合ダブルス | メラニー・ウダン ジャック・ソック                                                                                  | ヒセラ・ドゥルコ エドゥアルド・シュワンク                                                        | 7–6(4), 4–6, [10–8]       |
| 9月12日         | デビスカップ準決勝 ベオグラード - ハード (室内) コルドバ - クレー | 勝利チーム · アルゼンチン · スペイン                                                                               | 敗退チーム · セルビア · フランス                                                                 | 3–2 4–1                   |
| 9月19日         | BRDナスターゼ・ティリアク・トロフィー ブカレスト €422,950 - クレー - 28S/32Q/16D | フロリアン・マイヤー                                                                                               | パブロ・アンドゥハール                                                                           | 6–3, 6–1                  |
| 9月19日         | BRDナスターゼ・ティリアク・トロフィー ブカレスト €422,950 - クレー - 28S/32Q/16D | ダニエレ・ブラッチアリ ポティート・スタラーチェ                                                                    | ユリアン・ノール ダビド・マレーロ                                                                | 3–6, 6–4, [10–8]          |
| 9月19日         | モゼール・オープン メス €450,000 - ハード (室内) - 28S/15Q/16D | ジョー＝ウィルフリード・ツォンガ                                                                                   | イワン・リュビチッチ                                                                             | 6–3, 6–7(4), 6–3          |
| 9月19日         | モゼール・オープン メス €450,000 - ハード (室内) - 28S/15Q/16D | ジェイミー・マリー アンドレ・サ                                                                                    | ルーカス・ドロウヒー マルセロ・メロ                                                              | 6–4, 7–6(7)               |
| 9月26日         | PTTタイ・オープン バンコク $587,000 - ハード (室内) - 28S/32Q/16D | アンディ・マリー                                                                                                   | ドナルド・ヤング                                                                                 | 6–2, 6–0                  |
| 9月26日         | PTTタイ・オープン バンコク $587,000 - ハード (室内) - 28S/32Q/16D | オリバー・マラチ アイサム＝ウル＝ハク・クレシ                                                                      | ミハエル・コールマン アレクサンダー・ワスケ                                                      | 7–6(4), 7–6(5)            |
| 9月26日         | マレーシア・オープン・クアラルンプール クアラルンプール $850,000 - ハード (室内) - 28S/24Q/16D | ヤンコ・ティプサレビッチ                                                                                           | マルコス・バグダティス                                                                           | 6–4, 7–5                  |
| 9月26日         | マレーシア・オープン・クアラルンプール クアラルンプール $850,000 - ハード (室内) - 28S/24Q/16D | エリック・ブトラック ジャン＝ジュリアン・ロイヤー                                                                  | フランティセク・チェルマク フィリップ・ポラセク                                                  | 6–1, 6–3                  |
| 10月3日         | チャイナ・オープン 北京 $2,100,000 - ハード - 32S/16Q/16D | トマーシュ・ベルディハ                                                                                             | マリン・チリッチ                                                                                 | 3–6, 6–4, 6–1             |
| 10月3日         | チャイナ・オープン 北京 $2,100,000 - ハード - 32S/16Q/16D | ミカエル・ロドラ ネナド・ジモニッチ                                                                                | ロベルト・リンドステット ホリア・テカウ                                                          | 7–6(2), 7–6(4)            |
| 10月3日         | 楽天ジャパン・オープン 東京 $1,214,500 - ハード - 32S/16Q/16D | アンディ・マリー                                                                                                   | ラファエル・ナダル                                                                               | 3–6, 6–2, 6–0             |
| 10月3日         | 楽天ジャパン・オープン 東京 $1,214,500 - ハード - 32S/16Q/16D | アンディ・マリー ジェイミー・マリー                                                                                | フランティセク・チェルマク フィリップ・ポラセク                                                  | 6–1, 6–4                  |
| 10月10日        | 上海マスターズ 上海 $3,240,000 - ハード - 56S/28Q/24D | アンディ・マリー                                                                                                   | ダビド・フェレール                                                                               | 7–5, 6–4                  |
| 10月10日        | 上海マスターズ 上海 $3,240,000 - ハード - 56S/28Q/24D | マックス・ミルヌイ ダニエル・ネスター                                                                              | ミカエル・ロドラ ネナド・ジモニッチ                                                              | 3–6, 6–1, [12–10]         |
| 10月17日        | ストックホルム・オープン ストックホルム €600,000 - ハード (室内) - 28S/32Q/16D | ガエル・モンフィス                                                                                                 | ヤルコ・ニエミネン                                                                               | 7–5, 3–6, 6–2             |
| 10月17日        | ストックホルム・オープン ストックホルム €600,000 - ハード (室内) - 28S/32Q/16D | ロハン・ボパンナ アイサム＝ウル＝ハク・クレシ                                                                      | マルセロ・メロ ブルーノ・ソアレス                                                                | 6–1, 6–3                  |
| 10月17日        | クレムリン・カップ モスクワ $725,000 - ハード (室内) - 28S/32Q/16D | ヤンコ・ティプサレビッチ                                                                                           | ビクトル・トロイツキ                                                                             | 6–4, 6–2                  |
| 10月17日        | クレムリン・カップ モスクワ $725,000 - ハード (室内) - 28S/32Q/16D | フランティセク・チェルマク フィリップ・ポラセク                                                                    | カルロス・ベルロク ダビド・マレーロ                                                              | 6–3, 6–1                  |
| 10月24日        | サンクトペテルブルク・オープン サンクトペテルブルク $663,750 - ハード (室内) - 32S/32Q/16D | マリン・チリッチ                                                                                                   | ヤンコ・ティプサレビッチ                                                                         | 6–3, 3–6, 6–2             |
| 10月24日        | サンクトペテルブルク・オープン サンクトペテルブルク $663,750 - ハード (室内) - 32S/32Q/16D | コリン・フレミング ロス・ハッチンス                                                                                | ミハイル・エルジン アレクサンドル・クドゥリャフツェフ                                            | 6–3, 6–7(5), [10–8]       |
| 10月24日        | エルステ・バンク・オープン ウィーン €650,000 - ハード (室内) - 28S/32Q/16D | ジョー＝ウィルフリード・ツォンガ                                                                                   | フアン・マルティン・デル・ポトロ                                                                 | 6–7(5), 6–3, 6–4          |
| 10月24日        | エルステ・バンク・オープン ウィーン €650,000 - ハード (室内) - 28S/32Q/16D | ボブ・ブライアン マイク・ブライアン                                                                                | マックス・ミルヌイ ダニエル・ネスター                                                            | 7–6(10), 6–3              |
| 10月31日        | バレンシア・オープン500 バレンシア €2,019,000 - ハード (室内) - 32S/32Q/16D | マルセル・グラノリェルス                                                                                           | フアン・モナコ                                                                                   | 6–2, 4–6, 7–6(3)          |
| 10月31日        | バレンシア・オープン500 バレンシア €2,019,000 - ハード (室内) - 32S/32Q/16D | ボブ・ブライアン マイク・ブライアン                                                                                | エリック・ブトラック ジャン＝ジュリアン・ロイヤー                                                | 6–4, 7–6(9)               |
| 10月31日        | スイス・インドア バーゼル €1,838,100 - ハード (室内) - 32S/32Q/16D | ロジャー・フェデラー                                                                                               | 錦織圭                                                                                           | 6–1, 6–3                  |
| 10月31日        | スイス・インドア バーゼル €1,838,100 - ハード (室内) - 32S/32Q/16D | ミカエル・ロドラ ネナド・ジモニッチ                                                                                | マックス・ミルヌイ ダニエル・ネスター                                                            | 6–4, 7–5                  |
| 11月7日         | BNPパリバ・マスターズ パリ €2,750,000 – ハード (室内) – 48S/24Q/24D | ロジャー・フェデラー                                                                                               | ジョー＝ウィルフリード・ツォンガ                                                                 | 6–1, 7–6(3)               |
| 11月7日         | BNPパリバ・マスターズ パリ €2,750,000 – ハード (室内) – 48S/24Q/24D | ロハン・ボパンナ アイサム＝ウル＝ハク・クレシ                                                                      | ジュリアン・ベネトー ニコラ・マユ                                                                | 6–2, 6–4                  |
| 11月14日        | 開催なし | 開催なし | 開催なし                                                                                         | 開催なし                  |
| 11月21日        | ATPワールドツアー・ファイナル ロンドン $5,070,000 – ハード (室内) – 8S/8D (RR) | ロジャー・フェデラー                                                                                               | ジョー＝ウィルフリード・ツォンガ                                                                 | 6–3, 6–7(6), 6–3          |
| 11月21日        | ATPワールドツアー・ファイナル ロンドン $5,070,000 – ハード (室内) – 8S/8D (RR) | マックス・ミルヌイ ダニエル・ネスター                                                                              | マリウシュ・フィルステンベルク マルチン・マトコフスキ                                            | 7–5, 6–3                  |
| 11月29日        | デビスカップ決勝 セビリア - クレー | スペイン | アルゼンチン                                                                                     | 3–1                       |

## 2011年最終ランキング
| 順位 | 選手                             | ポイント | 出場数 |
| ---- | -------------------------------- | -------- | ------ |
| 1    | ノバク・ジョコビッチ             | 13675    | 19     |
| 2    | ラファエル・ナダル               | 9595     | 20     |
| 3    | ロジャー・フェデラー             | 8170     | 19     |
| 4    | アンディ・マリー                 | 7380     | 19     |
| 5    | ダビド・フェレール               | 4925     | 23     |
| 6    | ジョー＝ウィルフリード・ツォンガ | 4335     | 25     |
| 7    | トマーシュ・ベルディハ           | 3700     | 24     |
| 8    | マーディ・フィッシュ             | 2965     | 24     |
| 9    | ヤンコ・ティプサレビッチ         | 2595     | 28     |
| 10   | ニコラス・アルマグロ             | 2380     | 27     |

| 順位 | 選手                         | ポイント | 出場数 |
| ---- | ---------------------------- | -------- | ------ |
| 1    | ボブ・ブライアン             | 9920     | 24     |
| 1    | マイク・ブライアン           | 9920     | 24     |
| 3    | マックス・ミルヌイ           | 8210     | 23     |
| 3    | ダニエル・ネスター           | 8210     | 24     |
| 5    | ミカエル・ロドラ             | 7595     | 21     |
| 6    | ネナド・ジモニッチ           | 7500     | 25     |
| 7    | マヘシュ・ブパシ             | 5270     | 20     |
| 8    | リーンダー・パエス           | 5170     | 20     |
| 9    | アイサム＝ウル＝ハク・クレシ | 4720     | 29     |
| 10   | フィリップ・ペッシュナー     | 4605     | 29     |

## 主な引退選手
- マリオ・アンチッチ
- シーモン・アスペリン
- ガストン・ガウディオ
- ヨアキム・ヨハンソン
- ニコラス・ラペンティ
- ウェスリー・ムーディ
- トーマス・ムスター
- ステファン・フース
- イラクリ・ラバーゼ